# Pteromalus luzonensis
Pteromalus luzonensis är en stekelart som beskrevs av Charles Joseph Gahan 1925. Pteromalus luzonensis ingår i släktet Pteromalus och familjen puppglanssteklar.
Artens utbredningsområde är Filippinerna. Inga underarter finns listade i Catalogue of Life.